# Qadi-zade-i Rumi
Qāḍī-zāde-i Rūmī, il cui vero nome era Ṣalāḥ al-Dīn Mūsā Pascià (turco قاضی‌ زاده رومی; Bursa, 1364 – Samarcanda, 1436), è stato un astronomo e matematico turco, attivo nell'Emirato timuride.
Astronomo e matematico turco che operò nell'Osservatorio di Ulugh Beg voluto dall'Emiro timuride a Samarcanda.
Egli computò il seno 1° con un'accuratezza di 10−12.
Con lo stesso Ulugh Beg, 'Ali al-Qushji e un ristretto gruppo di altri grandi astronomi, Qāḍī-zāde contribuì a realizzare lo Zij-i Sultani, il primo catalogo stellare comprensivo dopo lo Zij-i Ilkhani dell'Osservatorio di Maragheh di due secoli prima. Lo Zij-i Sultani - che aveva potuto usufruire della straordinario sestante stellare voluto da Ulugh Beg, descriveva la posizione accurata di ben 992 stelle fisse, corrette rispetto a quelle proposte da Claudio Tolomeo molti secoli prima.

## Opere scelte
- Sharḥ al-mulakhkhas (Commentario del compendio di Jaghmini sulla scienza astronomica)
- Sharḥ ashkāl al-taʾsīs (Commentario sull'aritmetica sviluppata a Samarcanda)
- Muhtasar fī l-ḥisāb (Compendio di Matematica)